# Zingiber odoriferum
Zingiber odoriferum là một loài thực vật có hoa trong họ Gừng. Loài này được Carl Ludwig Blume miêu tả khoa học đầu tiên năm 1827.

## Mẫu định danh
Các mẫu định danh bao gồm:
- Z. aquosum: Hasselt J.C.v. s.n.; do nhà thực vật học người Hà Lan Johan Coenraad van Hasselt (1797-1823) thu thập tại đảo Java. Mẫu holotype lưu giữ tại Naturalis, Leiden (L), barcode: L0041177.
- Z. odoriferum: Kuhl H. & Hasselt J.C.v. s.n., do nhà thực vật học người Đức Heinrich Kuhl (1796-1821) và nhà thực vật học người Hà Lan Johan Coenraad van Hasselt thu thập. Mẫu holotype lưu giữ tại Naturalis, Leiden (L).
- Z. pachystachys: Koorders S.H. s.n.; do nhà thực vật học người Hà Lan Sijfert Hendrik Koorders (1863-1919) thu thập tại đảo Java. Mẫu lưu tại Trung tâm Nghiên cứu Sinh học Indonesia tại Cibinong (BO).

## Lịch sử phân loại
Danh pháp Z. aquosum được bác sĩ kiêm nhà thực vật học người Tây Ban Nha Francisco Noroña (1748-1788) đề cập lần đầu tiên trong sách xuất bản năm 1790 (sau khi ông mất) với tên gọi thông thường balacatoà, nhưng danh pháp này là không hợp lệ và trần trụi (nom. inval. nom. nud.), do chỉ có mỗi danh pháp Latinh kèm tên gọi thông thường trong tiếng Java.
Năm 1827, Carl Ludwig Blume mô tả đồng thời hai loài là Z. aquosum (tên gọi thông thường trong tiếng Sunda: belakatoa) và Z. odoriferum (tên gọi thông thường trong tiếng Sunda: dongtak hay tongtak montjet. Hai loài này được công nhận trong Miquel (1859) và Schumann (1904); nhưng Valeton (1904 a, b, 1918) cho rằng chúng chỉ là một loài với danh pháp được ông công nhận là Z. odoriferum.
Schumann (1904) cũng mô tả loài Z. tongtak còn Valeton (1918) mô tả loài Z. pachystachys. Hai danh pháp này hiện nay cũng như Z. aquosum đều được coi là đồng nghĩa của Z. odoriferum var. odoriferum.

## Phân loại
Schumann (1904) và Valeton (1904) xếp Z. odoriferum trong tổ Lampugium / Lampuzium (= tổ Zingiber).
Valeton (1918) chia Z. odoriferum thành 4 thứ là:
- var. 1: genuina (nguyên chủng): Cành hoa bông thóc tù chứ không rộng, lá bắc với đỉnh tù hay thuôn tròn hiếm khi gần nhọn, có mấu nhọn, có lông tơ với mép có lông nhung, các lá bắc thấp nhất lớn, thùy giữa cánh môi rộng như dài (1,5 × 1,5 cm), nhị lép bên thuôn tròn, nhụy lép dài 6 mm, hình dùi. Có lẽ có trong mọi khu rừng miền núi ở Tây Java.
  - tomentosa: Mặt dưới lá và lưỡi bẹ rậm lông nhung, lá bắc có lông măng. Pasir Walang gần Nanggerang (tỉnh Tây Java), cao độ 1.050 m; đảo Nusa Kambangan (tỉnh Trung Java) 300 m.
  - glabrior: Mặt dưới lá thưa lông mạng nhện, lá bắc gần nhẵn nhụi. Núi Gedeh, Tjibodas 1.500 m; Boerangrang (tỉnh Tây Java) 900 m; Tjikukur 1.600 m; Nirmala (tỉnh Tây Java) 1.100 m; núi Sesepan (gần Buitenzorg, tỉnh Tây Java).
- var. 2: aquosa: Cành hoa bông thóc và lá hoàn toàn nhẵn nhụi, lá bắc rất nhọn, cánh môi rất rộng. Núi Salak, Tjiapoes (tỉnh Tây Java) 500 m; Pasir Pogor (tỉnh Tây Java) 1.000 m; Bodjong Manis (tỉnh Banten) 200 m.
- var. 3: angustifolia: Lá không cuống, tỷ lệ dài: rộng 9-10 (60 × 6 cm), lông hình mạng nhện, lá bắc tù, có mấu nhọn, có lông tơ, cánh môi dài hơn rộng (1,8 × 1,3 cm), nhị lép bên ngắn và thuôn tròn. Núi Beser (Tjibeber, tỉnh Tây Java) 1.300 m.
- var. 4: borneensis (= Z. gracile Gagnepain msc in Herb. Bog. không Jack 1820): Tương tự nguyên chủng, cành hoa bông thóc hẹp hơn và nhọn, cánh môi hình trứng 1,8 × 1,5 cm, nhị lép bên nhọn, nhụy lép hình chỉ, dài tới 1,3 cm. Borneo, trồng tại vườn thực vật, XI B3 27, 39, 59 (cây cuối cùng này nguồn gốc không rõ).

Hiện nay người ta công nhận 2 thứ là:
- Z. odoriferum var. odoriferum: Nguyên chủng. Bao gồm các thứ 1, 2, 3 của Z. odoriferum và Z. pachystachys trong Valeton (1918). Theo POWO thì thứ này có trên đảo Java và quần đảo Andaman.[16]
- Z. odoriferum var. borneense Valeton, 1918: Theo POWO thì thứ này có trên đảo Borneo.[17]

## Phân bố
Loài này có tại Indonesia (trên các đảo Java, Borneo) và có thể có ở quần đảo Andaman (Ấn Độ).

## Mô tả
Thân lá cao 1–2 m. Lá từ không cuống tới có cuống rất ngắn, thuôn dài-hình mác, tới 40 × 9 cm, đỉnh nhọn thon, đáy nhọn hoặc thuôn tròn, gần mọng, mặt trên màu xanh lục, sáng bóng, mặt dưới nhạt màu hơn, đặc biệt về phía gân từ thưa tới rậm lông tơ hình mạng nhện áp ép lỏng lẻo. Cuống lá tại gân ở đáy phiến lá mập, mặt trên lõm, dài và rộng ~5 mm. Lưỡi bẹ có khía sâu hoặc chẻ đôi tới đáy, các thùy lớn hình trứng lệch-tam giác, đỉnh thuôn tròn, ở lá già dài 1-1,5 cm, ở lá non ngắn hơn, mép dạng màng, có lông măng. Cán hoa ngẩng cao, dài 40–100 cm, đường kính 1,5 cm, với các bẹ dạng vảy sẫm màu thuôn tròn bao bọc, các bẹ phía dưới đỉnh có mấu nhọn. Cành hoa bông thóc thuôn dài, hình thoi-hình trụ tù hay nhọn, dài tới 20 cm, rộng 2,5–4 cm, xếp lợp hơi chặt. Lá bắc xếp lợp chặt và áp ép, hình trứng ngược-thuôn dài hình mác, dài 4,5 cm, các lá bắc phía trên rộng 2,5 cm, đỉnh thuôn tròn hay nhọn hoặc tù kết thúc bằng đỉnh nhọn đột ngột nhỏ, các lá bắc phía dưới đỉnh có mấu nhọn ngắn, khi non rậm lông sau nhẵn nhụi, mép dạng màng rậm lông lụa, phần rời hình phỏng thoi, màu xanh lục cuối cùng chuyển thành nâu đỏ, hoa 1-2, nở cùng một lúc. Lá bắc con dài ~2 cm, dạng mo áp ép, bền và cùng phát triển. Hoa dài 6 cm, màu vàng nhạt. Đài hoa tương tự lá bắc con và hơi dài hơn, nhọn, dạng mo, hơi phồng phía trên điểm giữa. Ống tràng thanh mảnh, dài ~5 cm. Cánh hoa dài 2,5–3 cm, thò ra, hình mác nhọn; cánh lưng thẳng-tỏa rộng và rất lõm, tương tự như hình vòm, rất nhọn; các cánh trước hẹp hơn, tỏa rộng và nhô ra. Cánh môi 3 thùy, màu tía sẫm/tím sẫm; thùy giữa hình trứng rộng hay hình trứng thuôn dài, rộng đầu hoặc gần có khía, ngắn hơn cánh hoa khoảng 4 mm, màu tím dày đặc đốm màu vàng; các thùy bên (nhị lép bên) của cánh môi 2-3 lần ngắn hơn, hình trứng, hợp sinh trong khoảng 50% chiều dài tính từ đáy, mặt trong và mặt ngoài màu từ vàng nhạt tới vàng hoặc mặt trong có đốm màu tím, tỏa rộng, thuôn tròn hoặc cắt cụt có răng cưa, hiếm khi nhọn, thẳng đứng và nửa che phủ cánh lưng. Phần phụ của nhị hoa màu tím, cong vào, ở hoa mới nở thì đỉnh chạm vào đỉnh cánh môi (và cuối cùng thì thẳng đứng hơn?). Đầu nhụy hầu như không giãn rộng, có lông rung. Quả nang màu trắng, được bao trong lá bắc màu nâu đỏ, cuối cùng nứt và tỏa rộng.